# 蓝色茉莉获奖名单
《蓝色茉莉》是一部2013年的美国黑色喜剧及剧情片，由伍迪·艾伦担任编剧和导演。凯特·布兰切特在片中扮演纽约社交名流珍妮特·“茉莉花”·法兰奇（Jeanette "Jasmine" French），突然陷入贫困并且无家可归，其他演员包括亚历克·鲍德温、路易·C·K、鲍比·坎纳瓦尔（Bobby Canavale）、安德鲁·戴斯·克雷（Andrew Dice Clay）和莎莉·霍金斯。影片于2013年7月26日在纽约和洛杉矶的6家剧院首映，8月23日再通过索尼经典影片在美国和加拿大的超过1200家电影院发行。影片最终以1800美元拍摄预算获奖了超过9750万美元的全球票房。根据烂番茄上收集的196篇专业评论文章，其中有178篇给出了“新鲜”的正面评价，“新鲜度”为91%，平均得分8（最高10分）。而上收集的47篇评论中则有42篇好评，1篇差评，4篇褒贬不一，综合评分78（最高100）。
《蓝色茉莉》上映后获得了多个不同组织颁发的不同类别荣誉和奖项肯定，其中又以布兰切特扮演的女主角特别受到好评。在第86届奥斯卡金像奖角逐中，本片获得了女主角（布兰切特）、女配角（霍金斯）和原著剧本（艾伦）3项提名]，最终布兰切特成功封后。而在第71届金球奖角逐中，影片获得了最佳电影女主角（正剧类）和最佳电影女配角两项提名，同样只有布兰切特获奖。此外，布兰切特还获得了英国电影学院奖、美国演员工会奖、独立精神奖和卫星奖的最佳女主角奖。艾伦的剧本也获得了美国编剧工会奖的提名。

## 荣誉
| 类别                         | 颁奖日期       | 奖项                       | 获奖或提名人      | 结果 | 来源                        |
| ---------------------------- | -------------- | -------------------------- | ----------------- | ---- | --------------------------- |
| 澳大利亚电影和电视艺术学院奖 | 2014年1月10日  | 最佳国际女主角             | 凯特·布兰切特     | 獲獎 | [ 17 ] [ 18 ]               |
| 澳大利亚电影和电视艺术学院奖 | 2014年1月10日  | 最佳国际女配角             | 莎莉·霍金斯       | 提名 | [ 17 ] [ 18 ]               |
| 澳大利亚电影和电视艺术学院奖 | 2014年1月10日  | 最佳国际编剧               | 伍迪·艾伦         | 提名 | [ 17 ] [ 18 ]               |
| 奥斯卡金像奖                 | 2014年3月2日   | 女主角                     | 凯特·布兰切特     | 獲獎 | [ 8 ] [ 9 ]                 |
| 奥斯卡金像奖                 | 2014年3月2日   | 女配角                     | 莎莉·霍金斯       | 提名 | [ 8 ] [ 9 ]                 |
| 奥斯卡金像奖                 | 2014年3月2日   | 原著剧本                   | 伍迪·艾伦         | 提名 | [ 8 ] [ 9 ]                 |
| 女性电影记者联盟             | 2013年12月19日 | 最佳女主角                 | 凯特·布兰切特     | 獲獎 | [ 19 ] [ 20 ]               |
| 女性电影记者联盟             | 2013年12月19日 | 最佳男配角                 | 鲍比·坎纳瓦尔     | 提名 | [ 19 ] [ 20 ]               |
| 女性电影记者联盟             | 2013年12月19日 | 最佳女配角                 | 莎莉·霍金斯       | 提名 | [ 19 ] [ 20 ]               |
| 艺术指导公会                 | 2014年2月8日   | 当代电影类卓越艺术指导奖   | 桑托·洛奎斯多（Santo Loquasto） | 提名 | [ 21 ]                      |
| 波士顿在线影评人协会         | 2013年12月7日  | 最佳女主角                 | 凯特·布兰切特     | 獲獎 | [ 22 ]                      |
| 波士顿影评人协会             | 2013年12月8日  | 最佳女主角                 | 凯特·布兰切特     | 獲獎 | [ 23 ]                      |
| 英国电影学院奖               | 2014年2月16日  | 最佳女主角                 | 凯特·布兰切特     | 獲獎 | [ 12 ] [ 24 ]               |
| 英国电影学院奖               | 2014年2月16日  | 最佳女配角                 | 莎莉·霍金斯       | 提名 | [ 12 ] [ 24 ]               |
| 英国电影学院奖               | 2014年2月16日  | 最佳编剧                   | 伍迪·艾伦         | 提名 | [ 12 ] [ 24 ]               |
| 英国独立电影奖               | 2013年12月8日  | 最佳国际独立电影           | 《蓝色茉莉》      | 提名 | [ 25 ]                      |
| 广播影评人协会               | 2014年1月16日  | 最佳女主角                 | 凯特·布兰切特     | 獲獎 | [ 26 ] [ 27 ]               |
| 广播影评人协会               | 2014年1月16日  | 最佳原著剧本               | 伍迪·艾伦         | 提名 | [ 26 ] [ 27 ]               |
| 俄亥俄中部影评人协会         | 2014年1月2日   | 最佳女主角                 | 凯特·布兰切特     | 提名 | [ 28 ] [ 29 ] [ 30 ] [ 31 ] |
| 凯撒电影奖                   | 2014年2月28日  | 最佳外语片                 | 《蓝色茉莉》      | 提名 | [ 32 ]                      |
| 芝加哥影评人协会             | 2013年12月16日 | 最佳女主角                 | 凯特·布兰切特     | 獲獎 | [ 33 ] [ 34 ]               |
| 芝加哥影评人协会             | 2013年12月16日 | 最佳原创剧本               | 伍迪·艾伦         | 提名 | [ 33 ] [ 34 ]               |
| 服装设计师工会               | 2014年2月22日  | 最佳服装设计（当代电影类） | 苏西·本宁格（Suzy Benzinger）   | 獲獎 | [ 35 ]                      |
| 达拉斯—沃斯堡影评人协会      | 2013年12月16日 | 最佳女主角                 | 凯特·布兰切特     | 獲獎 | [ 36 ]                      |
| 达拉斯—沃斯堡影评人协会      | 2013年12月16日 | 最佳女配角                 | 莎莉·霍金斯       | 提名 | [ 36 ]                      |
| 底特律影评人协会             | 2013年12月13日 | 最佳群体演出               | 《蓝色茉莉》      | 提名 | [ 37 ]                      |
| 帝国奖                       | 2014年3月30日  | 最佳女主角                 | 凯特·布兰切特     | 提名 | [ 38 ] [ 39 ]               |
| 帝国奖                       | 2014年3月30日  | 最佳女配角                 | 莎莉·霍金斯       | 獲獎 | [ 38 ] [ 39 ]               |
| 佛罗里达影评人协会           | 2013年12月18日 | 最佳女主角                 | 凯特·布兰切特     | 獲獎 | [ 40 ]                      |
| 金球奖                       | 2014年1月12日  | 最佳电影女主角（正剧类）   | 凯特·布兰切特     | 獲獎 | [ 10 ] [ 11 ]               |
| 金球奖                       | 2014年1月12日  | 最佳电影女配角             | 莎莉·霍金斯       | 提名 | [ 10 ] [ 11 ]               |
| 哥谭独立电影奖               | 2013年12月2日  | 最佳女主角                 | 凯特·布兰切特     | 提名 | [ 41 ]                      |
| 独立精神奖                   | 2014年3月1日   | 最佳女主角                 | 凯特·布兰切特     | 獲獎 | [ 14 ] [ 42 ]               |
| 独立精神奖                   | 2014年3月1日   | 最佳女配角                 | 莎莉·霍金斯       | 提名 | [ 14 ] [ 42 ]               |
| 独立精神奖                   | 2014年3月1日   | 最佳编剧                   | 伍迪·艾伦         | 提名 | [ 14 ] [ 42 ]               |
| 爱尔兰电影电视奖             | 2014年4月5日   | 最佳国际女演员             | 凯特·布兰切特     | 提名 | [ 43 ]                      |
| 伦敦影评人协会               | 2014年2月2日   | 年度电影                   | 《蓝色茉莉》      | 提名 | [ 44 ] [ 45 ]               |
| 伦敦影评人协会               | 2014年2月2日   | 年度女主角                 | 凯特·布兰切特     | 獲獎 | [ 44 ] [ 45 ]               |
| 伦敦影评人协会               | 2014年2月2日   | 年度女配角                 | 莎莉·霍金斯       | 提名 | [ 44 ] [ 45 ]               |
| 洛杉矶影评人协会             | 2013年12月8日  | 最佳女主角                 | 凯特·布兰切特     | 獲獎 | [ 46 ]                      |
| 国家影评人协会               | 2014年1月4日   | 最佳女主角                 | 凯特·布兰切特     | 獲獎 | [ 47 ]                      |
| 纽约影评人协会               | 2013年12月3日  | 最佳女主角                 | 凯特·布兰切特     | 獲獎 | [ 48 ]                      |
| 纽约在线影评人协会           | 2013年12月8日  | 最佳女主角                 | 凯特·布兰切特     | 獲獎 | [ 49 ]                      |
| 在线影评人协会               | 2013年12月16日 | 最佳女主角                 | 凯特·布兰切特     | 獲獎 | [ 50 ] [ 51 ] [ 52 ] [ 53 ] |
| 在线影评人协会               | 2013年12月16日 | 最佳女配角                 | 莎莉·霍金斯       | 提名 | [ 50 ] [ 51 ] [ 52 ] [ 53 ] |
| 在线影评人协会               | 2013年12月16日 | 最佳原创剧本               | 伍迪·艾伦         | 提名 | [ 50 ] [ 51 ] [ 52 ] [ 53 ] |
| 凤凰城影评人协会             | 2013年12月17日 | 最佳女主角                 | 凯特·布兰切特     | 獲獎 | [ 54 ] [ 55 ]               |
| 美国制片人工会奖             | 2014年1月19日  | 最佳戏剧电影奖             | 《蓝色茉莉》      | 提名 | [ 56 ]                      |
| 圣地亚哥影评人协会           | 2013年12月11日 | 最佳女主角                 | 凯特·布兰切特     | 獲獎 | [ 57 ] [ 58 ]               |
| 圣地亚哥影评人协会           | 2013年12月11日 | 最佳女配角                 | 莎莉·霍金斯       | 提名 | [ 57 ] [ 58 ]               |
| 圣地亚哥影评人协会           | 2013年12月11日 | 最佳原著剧本               | 伍迪·艾伦         | 提名 | [ 57 ] [ 58 ]               |
| 旧金山影评人协会             | 2013年12月15日 | 最佳女主角                 | 凯特·布兰切特     | 獲獎 | [ 59 ]                      |
| 圣芭芭拉国际电影节           | 2014年2月9日   | 年度最佳演员               | 凯特·布兰切特     | 獲獎 | [ 60 ]                      |
| 卫星奖                       | 2014年2月23日  | 最佳影片                   | 《蓝色茉莉》      | 提名 | [ 15 ] [ 61 ]               |
| 卫星奖                       | 2014年2月23日  | 最佳导演                   | 伍迪·艾伦         | 提名 | [ 15 ] [ 61 ]               |
| 卫星奖                       | 2014年2月23日  | 最佳电影女主角             | 凯特·布兰切特     | 獲獎 | [ 15 ] [ 61 ]               |
| 卫星奖                       | 2014年2月23日  | 最佳电影女配角             | 莎莉·霍金斯       | 提名 | [ 15 ] [ 61 ]               |
| 卫星奖                       | 2014年2月23日  | 最佳原创剧本               | 伍迪·艾伦         | 提名 | [ 15 ] [ 61 ]               |
| 美国演员工会奖               | 2014年1月18日  | 最佳女主角                 | 凯特·布兰切特     | 獲獎 | [ 13 ] [ 62 ]               |
| 东南影评人协会               | 2013年12月16日 | 最佳女主角                 | 凯特·布兰切特     | 獲獎 | [ 63 ]                      |
| 圣路易斯影评人协会           | 2013年12月9日  | 最佳女主角                 | 凯特·布兰切特     | 獲獎 | [ 64 ]                      |
| 多伦多影评人协会             | 2013年12月17日 | 最佳女主角                 | 凯特·布兰切特     | 獲獎 | [ 65 ]                      |
| 温哥华影评人协会             | 2014年1月7日   | 最佳女主角                 | 凯特·布兰切特     | 獲獎 | [ 66 ] [ 67 ]               |
| 华盛顿特区影评人协会         | 2013年12月9日  | 最佳女主角                 | 凯特·布兰切特     | 獲獎 | [ 68 ] [ 69 ]               |
| 华盛顿特区影评人协会         | 2013年12月9日  | 最佳原创剧本               | 伍迪·艾伦         | 提名 | [ 68 ] [ 69 ]               |
| 美国编剧工会奖               | 2014年2月1日   | 最佳原创剧本               | 伍迪·艾伦         | 提名 | [ 16 ]                      |